# گرمایش مرکزی

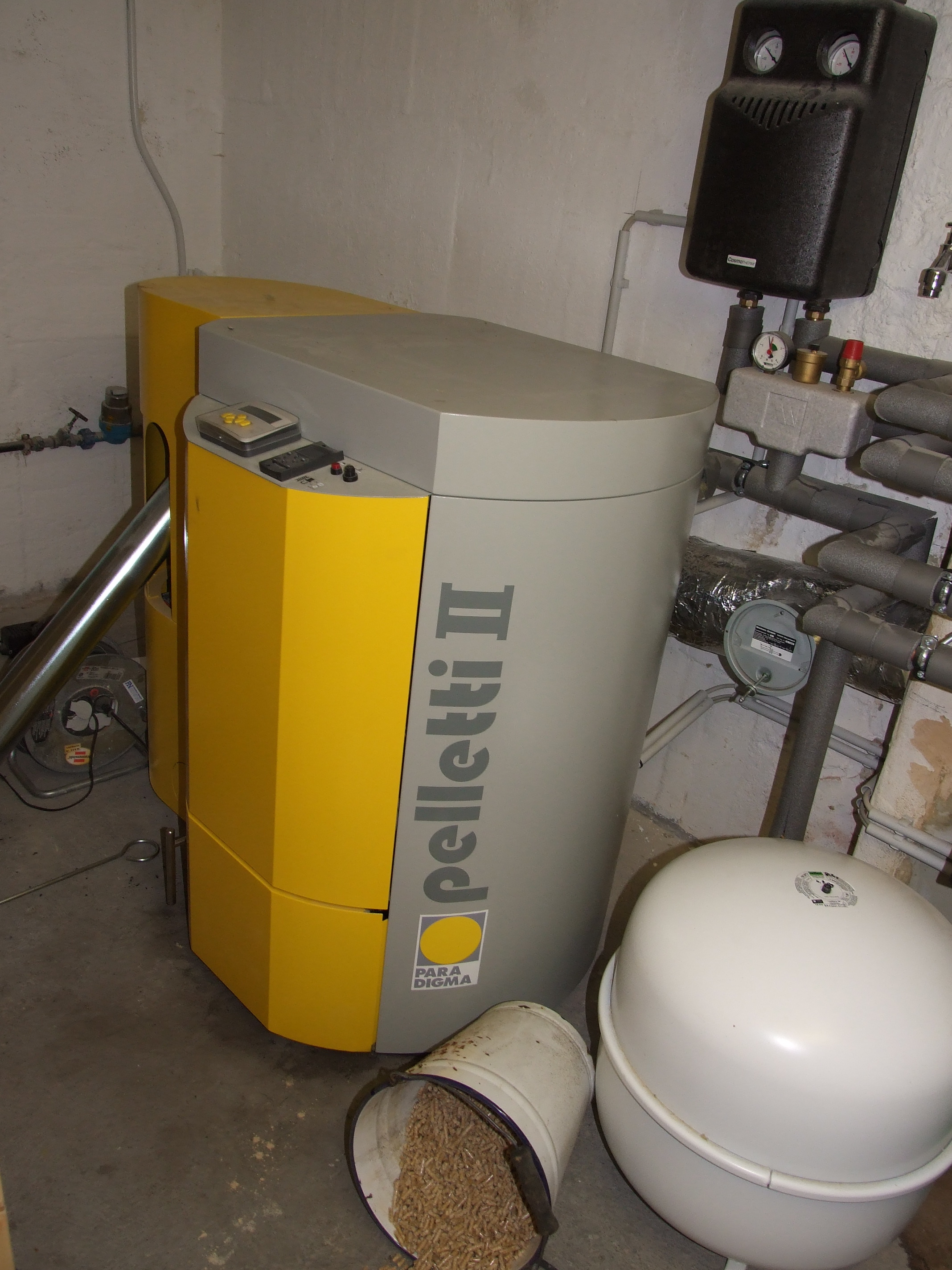
گرمایش مرکزی

یک سیستم گرمایش مرکزی (به انگلیسی: Centeral heating system) گرمای کلی فضای داخلی یک ساختمان (یا بخشی از یک ساختمان) را از یک نقطه به چندین اتاق، فراهم می‌کند. هنگامی که با دیگر سیستم‌ها به منظور کنترل وضعیت آب و هوای ساختمان ترکیب می‌شود، یک سیستم کلی HVAC (گرمایش، تهویه و تهویه مطبوع) را به‌وجود می‌آورد.
در این سیستم، موتورخانه به‌عنوان قلب تولیدکنندهٔ حرارت شناخته می‌شود. دیگ بخار، مشعل، پمپ و منبع انبساط اجزای اصلی سیستم گرمایش مرکزی هستند که با اتصال به سیستم شوفاژ یا فن‌کویل قادر به گرم کردن محل موردنظر می‌باشند. چنانچه سیستم گرمایش مرکزی جهت تأمین آب گرم مصرفی نیز در نظر گرفته شده باشد، مخزن کویلیِ آب گرم نیز به این سیستم اضافه می‌شود.

## موتورخانه
محلی است، عموماً در پایین‌ترین طبقهٔ ساختمان که در آن یک مشعل گازی یا گازوییلی و یک دیگ حرارت مرکزی و سایر تجهیزات جانبی آن برای تأمین آب گرم مدار گرمایش ساختمان و آب گرم مصرفی از طریق منبع دوجداره تعبیه و نصب شده‌است.

### طرز کار
آب گرم تولید شده در موتورخانه از طریق مدار آب گرم به کلکتور می‌رود و از آن جا توسط لوله رایزر ساختمان به هر یک از واحدهای موجود منتقل می‌گردد و پس از عبور از رادیاتور با توجه به سطح تماس زیادی که با محیط پیدا می‌کند، گرمای خود را به محیط داده و از طریق مسیر برگشت به رایزر برگشته و سپس دوباره به دیگ برای باز گرم شدن منتقل می‌شود و هوا را گرم می‌کند و این عمل ادامه دارد.

### اجزای سیستم حرارت مرکزی
- دیگ و مشعل

برای گرم کردن آب مدار رادیاتور
- پمپ

برای چرخش آب در مدار رادیاتور
- رادیاتورها

برای انتقال حرارت آب به محیط ساختمان
- منبع دوجداره

وسیله تأمین آب گرم مصرفی توسط آب رادیاتورها
- منبع انبساط

وسیله‌ای که حجم اضافه آب دیگ در اثر گرم شدن را در خود جای می‌دهد.
- سیستمهای کنترل و نشان دهنده‌ها

شامل ترمومتر، مانومتر، سطح نمای مخزن گازوئیل، آب‌نمای منبع انبساط، ترموستات دیگ، ترموستات جداری، ترموستات اتاقی، شیر اطمینان و رله مشعل

### وظایف
به‌طور کلی سیستم شوفاژ یا گرمایش مرکزی، وظیفه فراهم سازی گرمای مورد نیاز ساختمان در تمام طول سال را بر عهده دارد. در واقع این سیستم، علاوه بر ایجاد گرما در فصل زمستان، آب گرم مورد نیاز جهت شستشو را نیز فراهم می‌کند. در این سیستم، آب موجود در منبع به دیگ منتقل شده و به وسیله مشعل گرم می‌شود. سپس به یک منبع دوجداره یا کویلی منتقل می‌شود. این آب گرم به صورت دائم در مدار لوله‌کشی آبگرم ساختمان در جریان است و در صورت مصرف نشدن توسط وسیله ای به نام پمپ برگشتی به مخزن بازمی‌گردد.